# Canens (mythologie)
Pour la commune française, voir Canens.
Canens est une divinité romaine du chant. Elle est l'épouse du roi Picus.

## Famille
Canens est l'épouse du roi (ou divinité rupestre) Picus et, par lui, la mère de Faunus et de la jumelle de ce dernier, Fauna.

## Mythologie
Après la métamorphose de son mari, changé en sanglier puis en pivert par Circé, Canens part et tombe épuisée au bord du Tibre après six jours de recherche, chantant une dernière fois son amour avant de disparaître dans les airs.